# 金正日暗殺未遂事件
金正日暗殺未遂事件（キムジョンイルあんさつみすいじけん）は、1995年に北朝鮮（朝鮮民主主義人民共和国）で発生した、朝鮮民主主義人民共和国最高指導者の金正日に対する暗殺未遂事件。

## 概要
北朝鮮の世襲政治家、金正日に対する暗殺未遂が起こったのは、1995年、江界国防大学においてであり、事件に関与した学生ら約200名が治安機関である国家安全保衛部によって逮捕された。北朝鮮国内で陸軍士官学校の役割をになう同大学では、事件以前から学生らによる反体制秘密組織が結成されていた。この組織は、金正日が同大学を視察に訪れた機会をねらって彼を暗殺することを計画していたが、訪問前日に国家安全保衛部によって発覚し、関係者全員が逮捕された。主犯は死刑となり、その他の関係者は終身刑の罰を受けた